# فرانچسکو فرانزه
فرانچسکو فرانزه (انگلیسی: Francesco Franzese؛ زادهٔ ۸ سپتامبر ۱۹۸۱) بازیکن فوتبال اهل ایتالیا است.
از باشگاه‌هایی که در آن بازی کرده‌است می‌توان به باشگاه فوتبال هلاس ورونا، باشگاه فوتبال آنکونا، باشگاه فوتبال چنایین، باشگاه فوتبال یووه استابیا، و باشگاه فوتبال نووارا اشاره کرد.